# غوردون جاكسون (رجل أعمال)
غوردون جاكسون (بالإنجليزية: Gordon Jackson)‏ هو شخصية أعمال أسترالي، ولد في 5 مايو 1924، وتوفي في 1 يونيو 1991.